# Leticia Gómez-Tagle

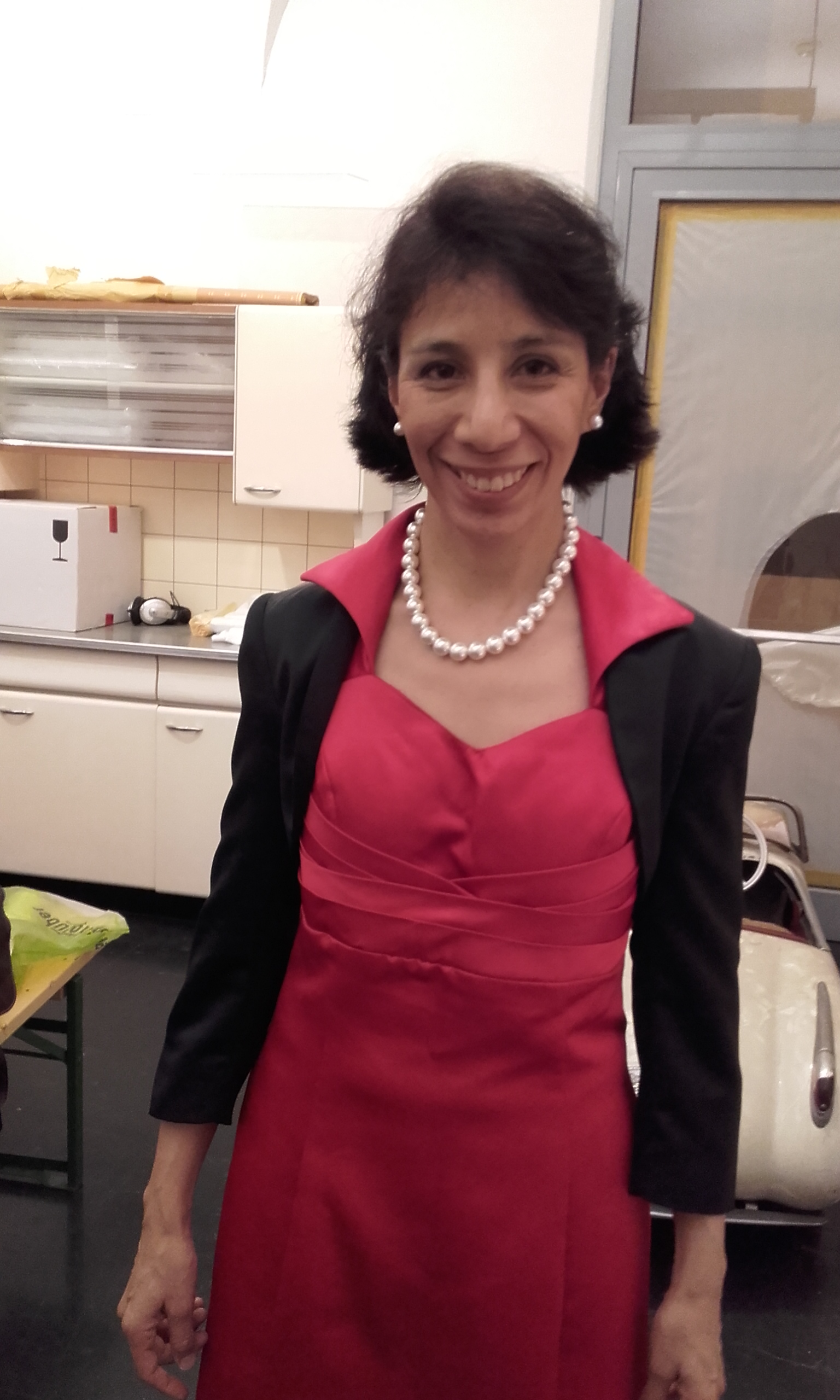
Leticia Gómez-Tagle (2017)

Leticia Gómez-Tagle (* in Mexiko-Stadt) ist eine mexikanische Pianistin und Klavierpädagogin. Seit 1999 übt sie eine Lehrtätigkeit in Linz aus.

## Laufbahn
Leticia Gómez-Tagle erhielt ihre erste akademische Ausbildung in Mexiko, wo hauptsächlich Manuel Delaflor für Klavier und Angel Esteva Loyola in Musiktheorie ihre Professoren waren.
Sie ist Preisträgerin verschiedener Jugend-Klavierwettbewerbe in Mexiko, u. a. der Universität von Puebla, und gewann den 1. Preis beim Fomento Musical Sala Chopin, durch den sie ein Stipendium vom Österreichischen Bundesministerium erhielt und an der Universität für Musik und darstellende Kunst Wien ein Studium im Klavier-Konzertfach und Instrumentalpädagogik bei Prof. Michael Krist aufnehmen konnte. Weitere musikalische Impulse erhielt sie in Wien auch von Prof. Carlos Rivera und in Meisterkursen bei Paul Badura-Skoda, Jörg Demus, György Sándor und Orlando Otey.
Seit ihrer Teilnahme am Internationalen Chopin-Wettbewerb in Warschau 1990 konzertiert sie regelmäßig bei verschiedenen Musikfestivals in Mexiko und Europa. Sie wurde vom Außenministerium von Mexiko eingeladen, in den USA, Kanada und im Libanon zu konzertieren.
Als Solistin trat sie mit zahlreichen Orchestern im In- und Ausland auf, darunter das Orquesta Filarmónica de México, Orquesta Sinfónica del IPN (Mexiko), Orquesta Filarmónica de Querétaro, Symphonische Orchester der Musikschule Linz sowie das Kammerorchester mit Mitgliedern des Bruckner Orchester Linz unter der Leitung von Dirigenten wie Ingo Ingensand, Jesús Medina, Benjamín Juárez Echenique und Guadalupe Flores.
Sie erteilte Meisterkurse in Spanien (Mallorca, Córdoba und Granada), Mexiko (Universität CENART) und Libanon im Konservatorium Sin el-Fil. Seit 1999 unterrichtet sie an der Musikschule der Stadt Linz.

## Diskografie
- 2010: "Dos Continentes", Scherzi von Chopin und Lateinamerikanische Werke u. a. von Piazzola, Ginastera, Moleiro, Hugo Gómez Tagle (Urtext)
- 2016: "Dance Passion", Werke u. a. von Liszt, Chopin, Brahms, de Falla, Albéniz, Ginastera, Márquez (ARS Produktion)
- 2017: "Poems & Pictures", Gaspard de la Nuit von Ravel, Bilder einer Ausstellung von Mussorgsky, zwei Transkriptionen von Schubert / Liszt (ARS Produktion)
- 2019: "Sí! Sonatas", Klaviersonate h-Moll op. 58 von Chopin, Klaviersonate in h-Moll von Liszt und Klaviersonate in h-Moll K 87 von Scarlatti (ARS Produktion)

## Publikationen
- Arturo Márquez: Danzón No. 2, Transkription für Piano solo (Hamburg: Peermusic Classical, 2016).